# Lamma
Lamma, també coneguda com a Y Island, Pok Liu Chau o, simplement, Pok Liu, és la tercera illa més gran de Hong Kong.
L'illa de Lamma es va anomenar Lamma a causa d'un error de lectura de gràfics d'Alexander Dalrymple a la dècada del 1760. Aquest havia adquirit una carta nàutica d'origen portuguès de les entrades del riu Perla i, a prop de l'oest de l'illa, el propietari portuguès hi havia escrit lama. Dalrymple ho va interpretar malament com el nom de l'illa. Tanmateix, era una notació pel que fa a la consistència del fons marí des del punt de vista de l'ancoratge, i significa «fang,» en portuguès. En els primers mapes, el nom s'escrivia només amb una m». Més endavant, es va produir l'addició de la segona «m» a l'ortografia anglesa.

## Geografia

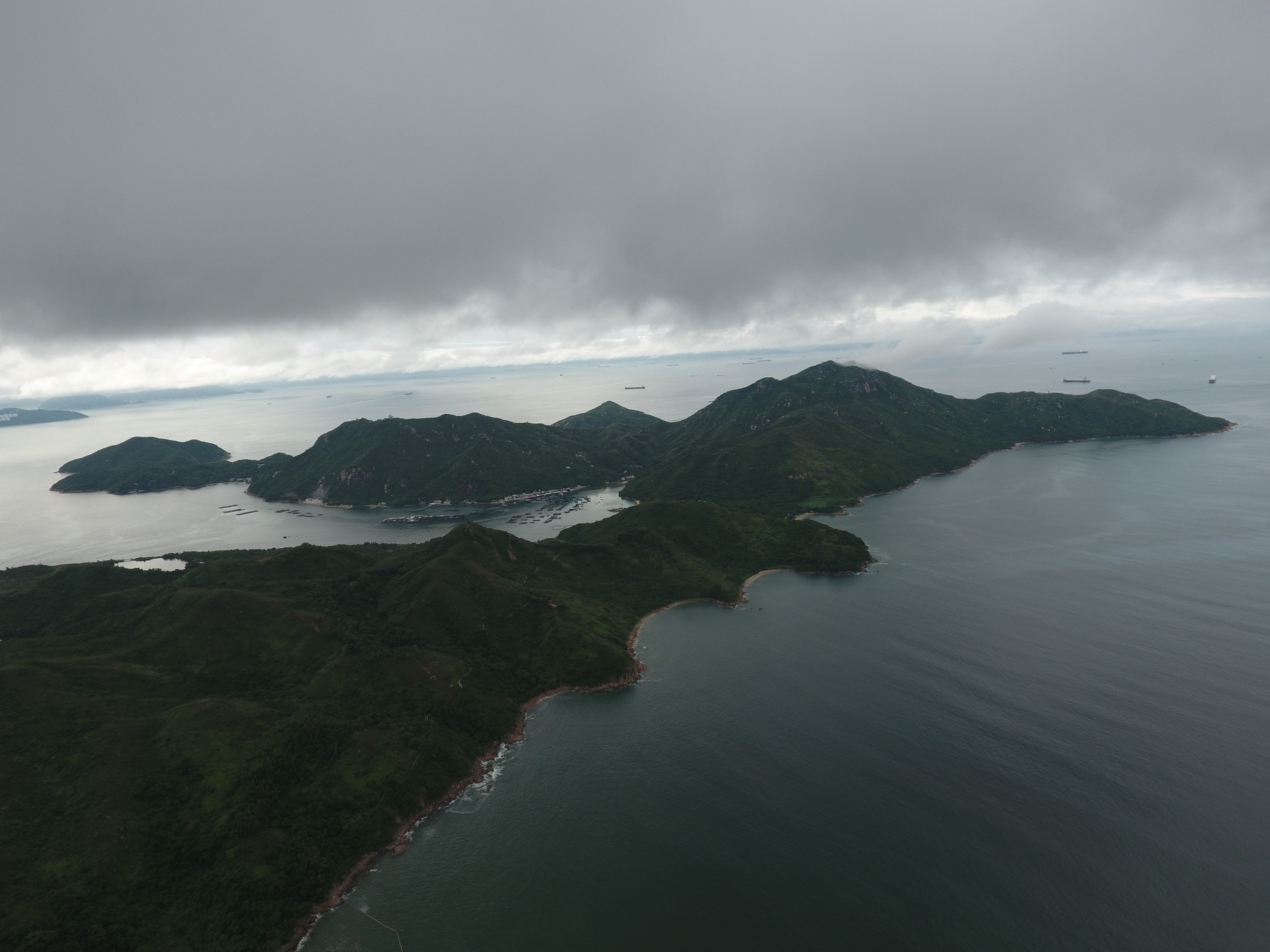
Vista aèria de South Lamma

Lamma es troba al sud-oest de l'illa de Hong Kong. És la tercera illa més gran de Hong Kong, amb una superfície de 13.55 km² i una longitud de 7 km. El poble del nord s'anomena Yung Shue Wan i el poble de l'est es diu Sok Kwu Wan. Poca gent viu a la part sud de Lamma i l'accés es fa caminant o amb vaixell privat. Les platges de la vora sud de Lamma inclouen Yung Shue Ha Beach i Sham Wan.
Mount Stenhouse (山地塘, Shan Tei Tong) és la muntanya més alta de Lamma amb 153 msm, situada entre Sok Kwu Wan i Sham Wan.
Segons les troballes arqueològiques, els assentaments humans a la part nord i est de l'illa Lamma es remunten al voltant del 4000–3000 aC. Yung Shue Ha, un dels primers pobles de Lamma, va ser fundat a principis del segle xix.

## Descripció

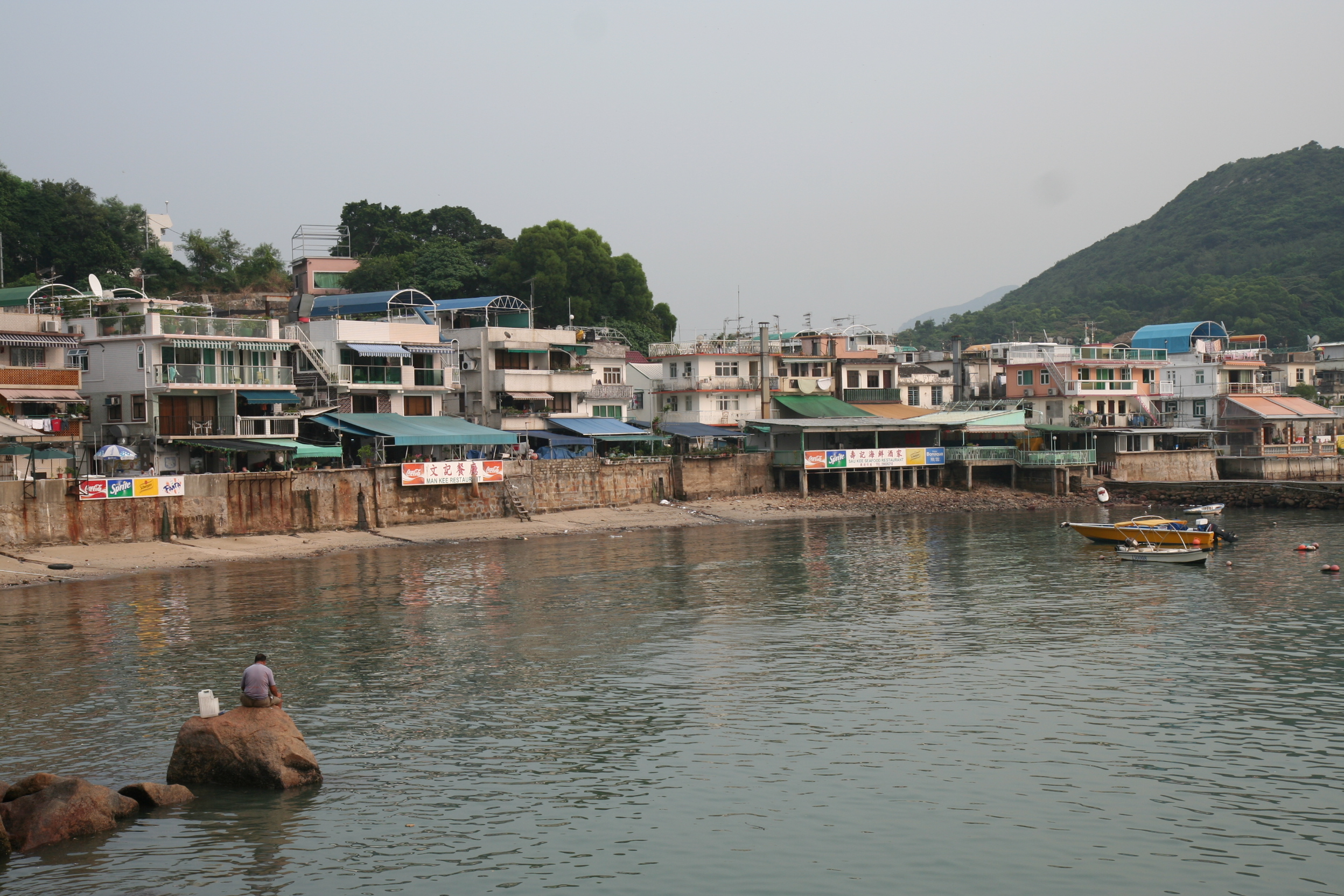
Yung Shue Wan

L'actor Chow Yun-fat va créixer a l'illa del poble de Wang Long, prop de Yung Shue Wan. La seva família hi tenia un restaurant de marisc anomenat Shau Kee.
Lamma té una població occidental i internacional important. L'illa ha tingut fama d'estils de vida alternatius, hippies i una actitud relaxada, fet que ha provocat una ràpida urbanització i l'augment dels preus de les propietats com a conseqüència de l'atracció d'aquest estil de vida.
A diferència de l'illa de Hong Kong i Kowloon, Lamma és tranquil·la i amb una gran quantitat de paisatges naturals. Els edificis de més de tres pisos hi estan prohibits i no hi ha automòbils sinó petits camions de bombers i ambulàncies, així com village vehicles per a transportar materials de construcció. L'únic mitjà de transport de la comunitat és a peu o en bicicleta.
Lamma ofereix una alternativa a l'agitada vida de la ciutat. Les propietats i els lloguers són barats en comparació amb els del centre de Hong Kong. Aquests factors han atret una important comunitat d'expatriats a l'illa. També és popular entre els més joves i un refugi per a artistes i músics.

### Yung Shue Wan

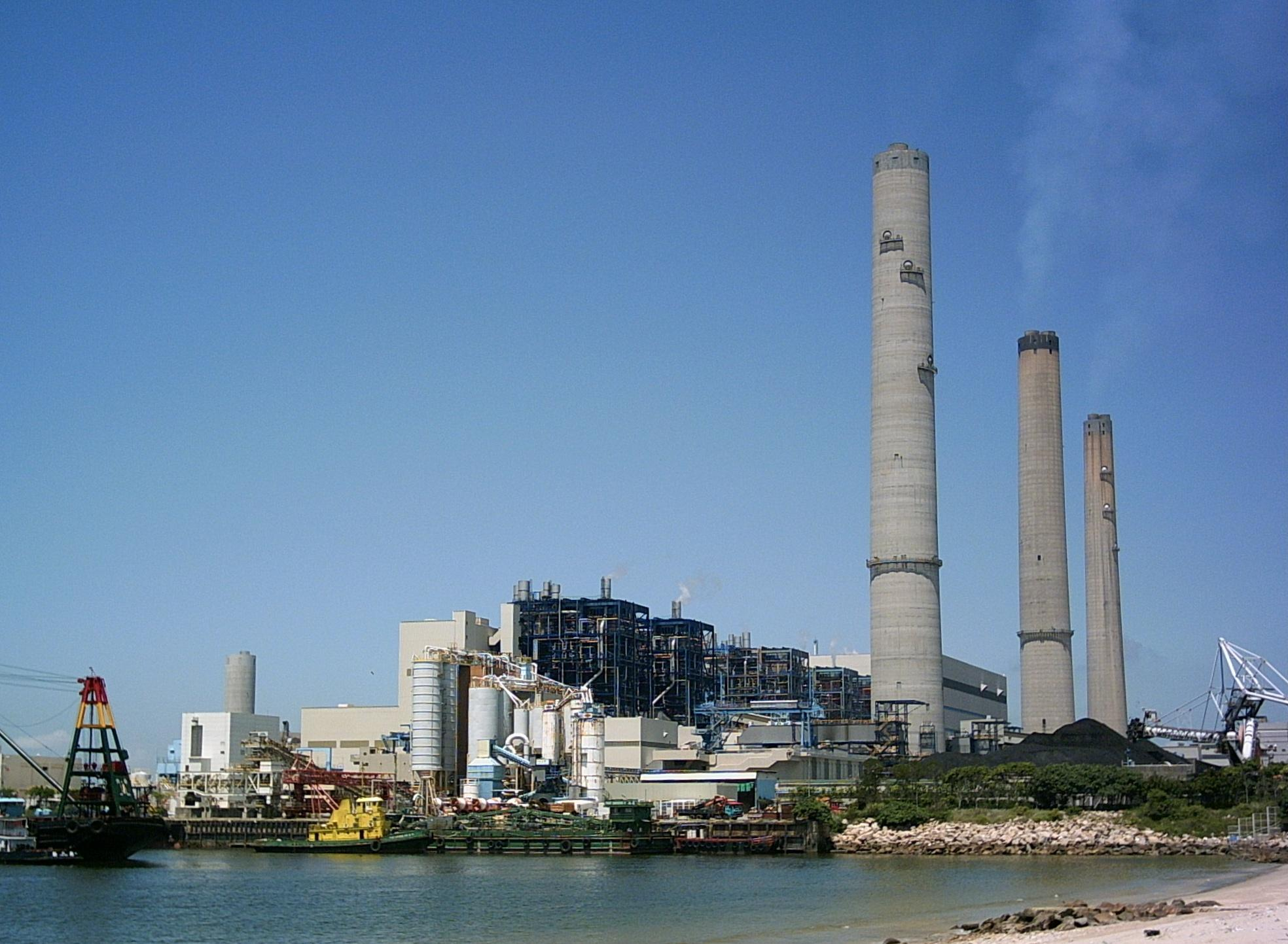
Central elèctrica de Lamma

Yung Shue Wan és la zona més poblada de l'illa de Lamma. Fa diverses dècades, va ser el centre de la indústria del plàstic. Les fàbriques han estat substituïdes per restaurants de marisc, pubs i botigues de queviures i artesania oriental i índia. La platja de Hung Shing Yeh, la central elèctrica de Lamma, la biblioteca pública i els aerogeneradors també es troben a la part nord de l'illa.

### Sok Kwu Wan

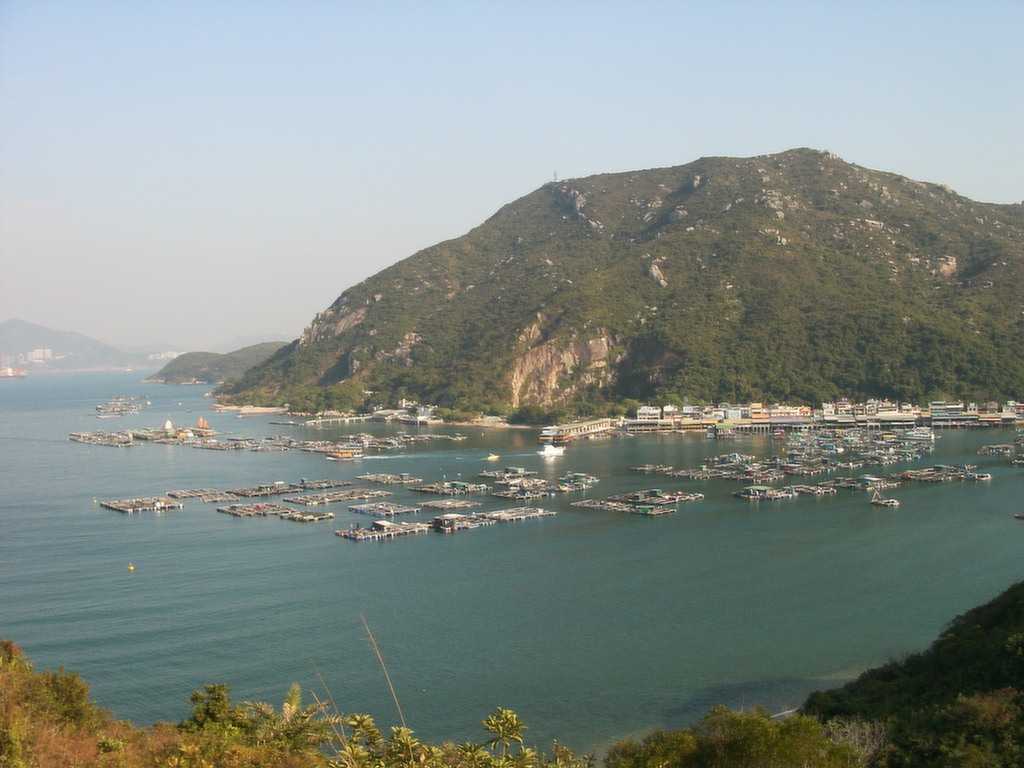
Vista sobre les piscifactories i els restaurants de Sok Kwu Wan

El gran carrer de Sok Kwu Wan està format principalment per restaurants de marisc. Sok Kwu Wan té la piscifactoria més gran de Hong Kong. El camí entre Yung Shue Wan i Sok Kwu Wan, d'aproximadament una hora, ofereix un passeig pintoresc.

### Sham Wan
Sham Wan és un dels cinc jaciments arqueològics més importants de Hong Kong. La badia és el lloc d'un important assentament de l'edat del bronze, que va ser descobert a la dècada del 1970, i prova que Lamma estava habitada durant el Neolític mitjà (c. 3800–3000 aC).
Històricament, Sham Wan també va ser un lloc on les tortugues verdes ponien ous. Com que Sham Wan és l'únic lloc amb aquestes característiques a Hong Kong, cada any hi ha un període d'accés restringit de l'1 de juny al 31 d'octubre per a permetre que les tortugues es reprodueixin.
Els temples de Tin Hou són llocs de culte típics de les comunitats costaneres de Hong Kong perquè es creu que Tin Hou és la deessa del mar i dels pescadors, que els protegia i assegurava la pesca. Hi ha tres temples de Tin Hou a Lamma, situats a Yung Shue Wan, Sok Kwu Wan, i Luk Chau Village.
El Festival Tin Hou (el dia vint-i-tres del tercer mes del calendari lunar) és àmpliament celebrat per les comunitats de pescadors de Lamma. L'òpera cantonesa i les ofrenes de paper floral conegudes com Fa Pau tant a Sok Kwu Wan com a Yung Shue Wan són els moments més destacats de la celebració. L'illa de Lamma també és un dels pocs llocs que queden a Hong Kong on encara tenen lloc les celebracions tradicionals de l'Any Nou xinès: a mitjanit, les principals famílies dels pobles encenen focs artificials per espantar els mals esperits.
Hi ha serveis regulars de ferri a Yung Shue Wan i Sok Kwu Wan des del centre de l'illa de Hong Kong, així com a Yung Shue Wan via Pak Kok, i a Sok Kwu Wan via Mo Tat Wan, des d'Aberdeen. Es triga uns 25 minuts amb ferri entre Yung Shue Wan i Central. No hi ha cotxes a l'illa de Lamma. Com que l'illa no està connectada per carretera amb la resta de Hong Kong, els únics vehicles de l'illa són els utilitzats pels serveis d'emergència i els villages vehicles, que serveixen per al transport de mercaderies. El principal mètode per moure's per l'illa és a peu o en bicicleta.